# Салтыкова (Киренский район)
Салтыко́ва — деревня в Киренском районе Иркутской области. Входит в Алымовское муниципальное образование.
Находится на левом берегу реки Лена, в 7 км к западу от центра сельского поселения, села Алымовка.

## Население
| 2002 | 2010 | 2011 | 2012 |
| ---- | ---- | ---- | ---- |
| 91   | ↘81  | →81  | →81  |